# Jim Haney
Jim Haney (1949 körül) amerikai kosárlabdaedző, 1978 és 1983 között az Oregon Ducks férfikosárlabda-csapatának vezetőedzője.

## Fiatalkora
A pittsburghi Mt. Lebanon-i Középiskolában kosárlabdázott; 1967-ben érettségizett.
A Pennsylvaniai Egyetem vegyészmérnöki szakára járt, ahol szintén kosárlabdázott. Térdműtéte miatt két szezont kihagyott, de újabb háromra visszatért. Utolsó évében a „leginspirálóbb” játékosnak nevezték. 1971-ben diplomázott.

## Pályafutása

### Vezetőedzőként
1971-ben mesterszakos hallgatóként az Oregon Ducks segédedzője lett, majd a következő évben helyettes edzővé nevezték ki, és hét éven át volt a férfikosárlabda-csapat védőedzője. 1978-ban évi 29 ezer dollárért három évre szerződtette a Penn State Nittany Lions.
Konferenciabeli legjobb eredményét 1979-ben érte el; 1983-ban, az ötödik szezon végén a rossz eredmény miatt lemondott, de további egy évig foglalkoztatták.

### Megbízottként
A Kansas Jayhawksnál elfogadta Larry Brown edző helyettesi felkérését, de a szezon kezdete előtt a Metro Conference helyettes megbízottja lett. 1985-től a Missouri Valley Conference, 1988-tól pedig a PCAA (1992-től Big West Conference) megbízotti pozícióját töltötte be. 1992-től 2020 júliusáig a National Association of Basketball Coaches vezérigazgatója volt.

## Eredményei vezetőedzőként
| Szezon                               | Eredmény                             | Eredmény                             | Helyezés                             |
| Szezon                               | Összesen                             | Konferencia                          | Helyezés                             |
| Oregon Ducks (Pacific-10 Conference) | Oregon Ducks (Pacific-10 Conference) | Oregon Ducks (Pacific-10 Conference) | Oregon Ducks (Pacific-10 Conference) |
| ------------------------------------ | ------------------------------------ | ------------------------------------ | ------------------------------------ |
| 1978–79                              | 12–15                                | 7–11                                 | T–6.                                 |
| 1979–80                              | 10–17                                | 5–13                                 | T–7.                                 |
| 1980–81                              | 13–14                                | 6–12                                 | 7.                                   |
| 1981–82                              | 9–18                                 | 4–14                                 | T–8.                                 |
| 1982–83                              | 9–18                                 | 5–13                                 | 9.                                   |
| Összesen:                            | 53–82                                | 27–63                                | –                                    |

## Fordítás
- Ez a szócikk részben vagy egészben  a   Jim Haney című angol Wikipédia-szócikk ezen változatának fordításán alapul.  Az eredeti cikk szerkesztőit annak laptörténete sorolja fel. Ez a jelzés csupán a megfogalmazás eredetét és a szerzői jogokat jelzi, nem szolgál a cikkben szereplő információk forrásmegjelöléseként.